# 39è Festival Internacional de Cinema de Berlín
El 39è Festival Internacional de Cinema de Berlín va tenir lloc entre el 10 i el 21 de febrer de 1989. L'Os d'Or fou atorgat a la pel·lícula estatunidenca Rain Man dirigida per Barry Levinson. Es va mostrar al festival una retrospectiva dedicada al productor de cinema Erich Pommer.

## Jurat

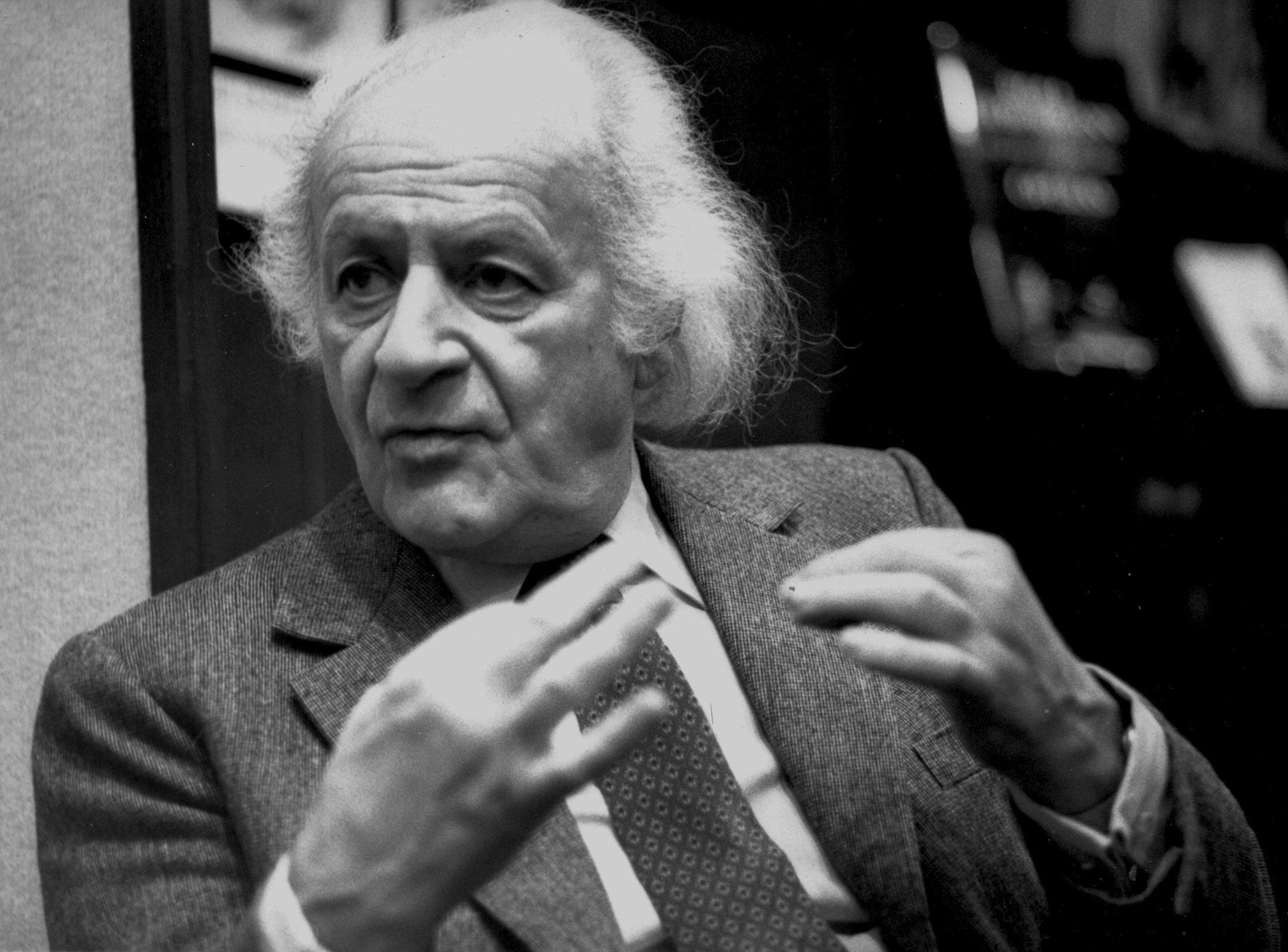
Rolf Liebermann, president del jurat

Les següents persones foren nomenades com a membres del jurat:
- Rolf Liebermann (president)
- Leslie Caron
- Chen Kaige
- Vadim Glowna
- Randa Haines
- Vladimir Ignatovski
- Adrian Kutter
- Francisco Rabal
- Cliff Robertson
- Zdeněk Svěrák
- Borís Vassíliev

## Pel·lícules en competició
Les següents pel·lícules van competir per l'Os d'Or i per l'Os de Plata:
| Títol original                    | Director(s)       | País                |
| --------------------------------- | ----------------- | ------------------- |
| The Accused                       | Jonathan Kaplan   | Estats Units        |
| La bande des quatre               | Jacques Rivette   | França              |
| Bankomatt                         | Villi Hermann     | Suïssa, Itàlia      |
| Camille Claudel                   | Bruno Nuytten     | França              |
| Dauntaun hirozu                   | Yoji Yamada       | Japó                |
| Esquilache                        | Josefina Molina   | Espanya             |
| Fallada - letztes Kapitel         | Roland Gräf       | Alemanya            |
| I fanela me to 9                  | Pantelis Vulgaris | Grècia              |
| Histoires d'Amérique              | Chantal Akerman   | Bèlgica, França     |
| Ivan i Aleksandra                 | Ivan Nitchev      | Bulgària            |
| Ja milujem, ty miluješ            | Dušan Hanák       | Txèquia             |
| Johanna D'Arc of Mongolia         | Ulrike Ottinger   | Alemanya, França    |
| Ha-Kayitz Shel Aviya              | Eli Cohen         | Israel              |
| Mielött befejezi röptét a denevér | Péter Tímár       | Hongria             |
| Mississippi Burning               | Alan Parker       | Estats Units        |
| La noche oscura                   | Carlos Saura      | Espanya, França     |
| Pestalozzis Berg                  | Peter von Gunten  | RDA, Suïssa, Itàlia |
| Rain Man                          | Barry Levinson    | Estats Units        |
| Resurrected                       | Paul Greengrass   | Regne Unit          |
| Sluga                             | Vadim Abdrashitov | Unió Soviètica      |
| Talk Radio                        | Oliver Stone      | Estats Units        |
| Wan zhong                         | Wu Ziniu          | R.P. de la Xina     |

## Premis

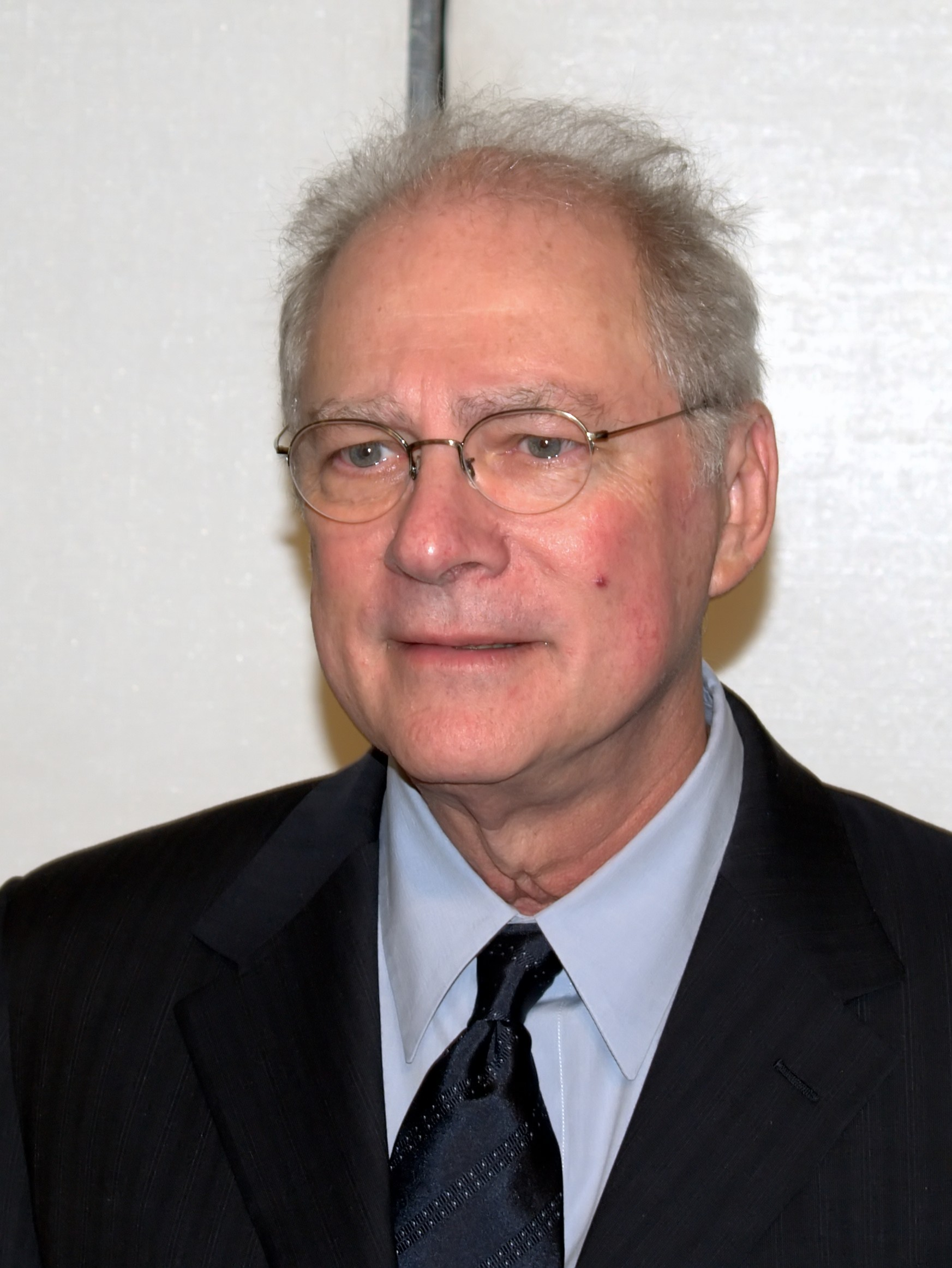
Barry Levinson, guanyador de l'Os d'Or de l'edició.

El jurat va atorgar els següents premis:
- Os d'Or: Rain Man de Barry Levinson
- Os de Plata - Premi Especial del Jurat: Wan zhong de Wu Ziniu
- Os de Plata a la millor direcció: Dušan Hanák per Ja milujem, ty miluješ
- Os de Plata a la millor interpretació femenina: Isabelle Adjani per Camille Claude
- Os de Plata a la millor interpretació masculina: Gene Hackman per Mississippi Burning
- Os de Plata per un èxit únic excepcional: Eric Bogosian per Talk Radio
- Os de plata per a una contribució excepcional: Kaipo Cohen i Gila Almagor per Ha-Kayitz Shel Aviya
- Menció Honorífica: La bande des quatre de Jacques Rivette
- Premi Alfred-Bauer: Sluga
- Premi FIPRESCI
  - La bande des quatre de Jacques Rivette